# Pro Cultura Hungarica
„Pro Cultura Hungarica“ е унгарска награда, която се присъжда на чуждестранни граждани, с траен принос за популяризирането и разпространението на унгарската култура в чужбина, както и за обогатяването на културните връзки между унгарската и други нации.
Наградата се връчва най-много на десет души на година.
Награденият получава медал „Pro Cultura Hungarica“ и грамота. Медалът е кръгъл, с диаметър 80 мм и дебелина 7 мм, изработен от бронз. На лицевата страна на медала има панонски пейзаж с фигура на сеяч и намиращо се в зенита Слънце. На задната част на медала има надпис PRO CULTURA HUNGARICA с венец около него.

## Български носители на наградата
- Георги Крумов[1]
- Марин Георгиев